# Кубок Англії з футболу 2014—2015
Кубок Англії з футболу 2014–2015 — 134-й розіграш найстарішого кубкового футбольного турніру у світі, Кубка виклику Футбольної Асоціації, також відомого як Кубок Англії.

## Календар
| Раунд                        | Дата              | Клубів    | Нові клуби | Призова сума                               |
| ---------------------------- | ----------------- | --------- | ---------- | ------------------------------------------ |
| Екстрапопередній раунд       | 16 серпня 2014    | 737 → 552 | 368        | £ 1 500                                    |
| Попередній раунд             | 30 серпня 2014    | 552 → 392 | 136        | £ 1 925                                    |
| Перший раунд кваліфікації    | 13 вересня 2014   | 392 → 276 | 72         | £ 3 000                                    |
| Другий раунд кваліфікації    | 27 вересня 2014   | 276 → 196 | 44         | £ 4 500                                    |
| Третій раунд кваліфікації    | 11 жовтня 2014    | 196 → 156 | —          | £ 7 500                                    |
| Четвертий раунд кваліфікації | 25 жовтня 2014    | 156 → 124 | 24         | £ 12 500                                   |
| Перший раунд                 | 7 листопада 2014  | 124 → 84  | 48         | £ 18 000                                   |
| Другий раунд                 | 5 грудня 2014     | 84 → 64   | —          | £ 27 000                                   |
| Третій раунд                 | 2 січня 2015      | 64 → 32   | 44         | £ 67 500                                   |
| Четвертий раунд              | 23 січня 2015     | 32 → 16   | —          | £ 90 000                                   |
| П'ятий раунд                 | 14 лютого 2015    | 16 → 8    | —          | £ 180 000                                  |
| Шостий раунд                 | 7 березня 2015    | 8 → 4     | —          | £ 360 000                                  |
| Півфінали                    | 18-19 квітня 2015 | 4 → 2     | —          | £ 900 000                                  |
| Фінал                        | 30 травня 2015    | 2 → 1     | —          | Переможені £ 900 000 Переможці £ 1 800 000 |

## Кваліфікаційні раунди
Усі клуби, що беруть участь у змаганнях, але не грають Прем'єр-лізі або в Чемпіоншипі повинні пройти кваліфікаційні раунди.

## Перший раунд
На цій стадії турніру починають грати клуби з Першої та Другої ліг.
Матчі пройшли 7—10 листопада 2014 року.
| Дата                      | Господарі                  | Рахунок | Гості                     | Глядачі |
| ------------------------- | -------------------------- | ------- | ------------------------- | ------- |
| 7 листопада               | Воррінгтон Таун (8)        | 1:0     | Ексетер Сіті (4)          | 2 400   |
| 8 листопада               | Йовіл Таун (3)             | 1:0     | Кроулі Таун (3)           | 2 355   |
| 8 листопада               | Йорк Сіті (4)              | 1:1     | Вімблдон (4)              | 2 085   |
| 18 листопада Перегравання | Вімблдон (4)               | 3:1     | Йорк Сіті (4)             | 2 048   |
| 8 листопада               | Волсолл (3)                | 1:1     | Шрусбері Таун (4)         | 3 546   |
| 18 листопада Перегравання | Шрусбері Таун (4)          | 1:0     | Волсолл (3)               | 4 222   |
| 8 листопада               | Істлі (5)                  | 2:1     | Лінкольн Сіті (5)         | 873     |
| 8 листопада               | Бейсінгсток Таун (6)       | 1:1     | Телфорд Юнайтед (5)       | 1 251   |
| 18 листопада Перегравання | Телфорд Юнайтед (5)        | 2:1     | Бейсінгсток Таун (6)      | 1 006   |
| 8 листопада               | Дагенгем енд Редбрідж (4)  | 1:1     | Саутпорт (5)              | 1 172   |
| 18 листопада Перегравання | Саутпорт (5)               | 2:0     | Дагенгем енд Редбрідж (4) | 1 472   |
| 8 листопада               | Пітерборо Юнайтед (3)      | 2:1     | Карлайл Юнайтед (4)       | 3 168   |
| 8 листопада               | Челтнем Таун (4)           | 5:0     | Свіндон Таун (3)          | 3 470   |
| 8 листопада               | Бромлі (6)                 | 3:4     | Дартфорд (5)              | 4 105   |
| 8 листопада               | Барнет (5)                 | 1:3     | Вікем Вондерерз (4)       | 2 410   |
| 8 листопада               | Джиллінгем (3)             | 1:2     | Бристоль Сіті (3)         | 2 654   |
| 8 листопада               | Кру Александра (3)         | 0:0     | Шеффілд Юнайтед (3)       | 3 222   |
| 18 листопада Перегравання | Шеффілд Юнайтед (3)        | 2:0     | Кру Александра (3)        | 5 987   |
| 8 листопада               | Грімсбі Таун (5)           | 1:3     | Оксфорд Юнайтед (4)       | 3 241   |
| 8 листопада               | Транмер Роверз (4)         | 1:0     | Бристоль Роверз (5)       | 3 559   |
| 8 листопада               | Саутенд Юнайтед (4)        | 1:2     | Честер (5)                | 4 047   |
| 8 листопада               | Лутон Таун (4)             | 4:2     | Ньюпорт Каунті (4)        | 3 656   |
| 8 листопада               | Бері (4)                   | 3:1     | Гемел Гемпстід Таун (6)   | 2 944   |
| 8 листопада               | Кембридж Юнайтед (4)       | 1:0     | Флітвуд Таун (3)          | 2 870   |
| 8 листопада               | Нортгемптон Таун (4)       | 0:0     | Рочдейл (3)               | 2 790   |
| 18 листопада Перегравання | Рочдейл (3)                | 2:1     | Нортгемптон Таун (4)      | 1 717   |
| 8 листопада               | Дувр Атлетік (5)           | 1:0     | Моркам (4)                | 1 609   |
| 8 листопада               | Порт Вейл (3)              | 3:4     | Мілтон Кінз Донз (3)      | 4 120   |
| 8 листопада               | Плімут Аргайл (4)          | 2:0     | Філд (6)                  | 5 153   |
| 8 листопада               | Барнслі (3)                | 5:0     | Бертон Альбіон (4)        | 5 158   |
| 8 листопада               | Гартлпул Юнайтед (4)       | 2:0     | Іст Таррок Юнайтед (7)    | 2 800   |
| 8 листопада               | Олдем Атлетік (3)          | 1:0     | Лейтон Орієнт (3)         | 3 034   |
| 9 листопада               | Галіфакс Таун (5)          | 1:2     | Бредфорд Сіті (3)         | 8 042   |
| 9 листопада               | Ковентрі Сіті (3)          | 1:2     | Вустер Сіті (6)           | 8 349   |
| 9 листопада               | Брейнтрі Таун (5)          | 0:6     | Честерфілд (3)            | 1 206   |
| 9 листопада               | Портсмут (4)               | 2:2     | Олдершот Таун (5)         | 2 790   |
| 19 листопада Перегравання | Олдершот Таун (5)          | 1:0     | Портсмут (4)              | 1 717   |
| 9 листопада               | Рексем (5)                 | 3:0     | Уокінг (5)                | 2 253   |
| 9 листопада               | Блайт Спартанс (7)         | 4:1     | Олтрінгем (5)             | 1 763   |
| 9 листопада               | Форест Грін Роверс (5)     | 0:2     | Сканторп Юнайтед (3)      | 1 791   |
| 9 листопада               | Госпорт Боро (6)           | 3:6     | Колчестер Юнайтед (3)     | 2 013   |
| 9 листопада               | Нортон Юнайтед (8)         | 0:4     | Гейтсгед (5)              | 1 762   |
| 9 листопада               | Стівенідж (4)              | 0:0     | Мейдстон Юнайтед (7)      | 2 925   |
| 20 листопада Перегравання | Мейдстон Юнайтед (7)       | 2:1     | Стівенідж (4)             | 2 220   |
| 9 листопада               | Аккрінгтон Стенлі (3)      | 0:0     | Ноттс Каунті (4)          | 3 661   |
| 18 листопада Перегравання | Ноттс Каунті (4)           | 2:1     | Аккрінгтон Стенлі (3)     | 1 026   |
| 10 листопада              | Гавант енд Вотерлувілл (6) | 0:3     | Престон Норт-Енд (3)      | 2 382   |
| 18 листопада              | Вестон-сюпер-Мер (6)       | 1:4     | Донкастер Роверз (3)      | 2 949   |
| 18 листопада              | Менсфілд Таун (4)          | 1:1     | Конкорд Рейнджерс (6)     | 2 023   |
| 25 листопада Перегравання | Конкорд Рейнджерс (6)      | 0:1     | Менсфілд Таун (4)         | 1 537   |

## Другий раунд
| Дата                      | Господарі             | Рахунок          | Гості                 | Глядачі |
| ------------------------- | --------------------- | ---------------- | --------------------- | ------- |
| 5 грудня                  | Гартлпул Юнайтед (4)  | 1:2              | Блайт Спартанс (7)    | 3 735   |
| 6 грудня                  | Оксфорд Юнайтед (4)   | 2:2              | Транмер Роверз (4)    | 4 681   |
| 16 грудня Перегравання    | Транмер Роверз (4)    | 2:1              | Оксфорд Юнайтед (4)   | 3 296   |
| 6 грудня                  | Лутон Таун (4)        | 1:1              | Бері (4)              | 2 790   |
| 16 грудня Перегравання    | Бері (4)              | 1:0              | Лутон Таун (4)        | 2 923   |
| 6 грудня                  | Аккрінгтон Стенлі (4) | 1:1              | Йовіл Таун (3)        | 1 440   |
| 16 грудня Перегравання    | Йовіл Таун (3)        | 2:0              | Аккрінгтон Стенлі (4) | 6 373   |
| 6 грудня                  | Мілтон Кінз Донз (3)  | 0:1              | Честерфілд (3)        | 5 591   |
| 2 січня 2015 Перегравання | Мілтон Кінз Донз (3)  | 0:1              | Честерфілд (3)        | 8 040   |
| 6 грудня                  | Олдем Атлетік (3)     | 0:1              | Донкастер Роверз (3)  | 3 242   |
| 6 грудня                  | Престон Норт-Енд (3)  | 1:0              | Шрусбері Таун (4)     | 6 011   |
| 6 грудня                  | Шеффілд Юнайтед (3)   | 3:0              | Плімут Аргайл (4)     | 7 348   |
| 6 грудня                  | Кембридж Юнайтед (4)  | 2:2              | Менсфілд Таун (4)     | 3 869   |
| 16 грудня Перегравання    | Менсфілд Таун (4)     | 0:1              | Кембридж Юнайтед (4)  | 1 920   |
| 6 грудня                  | Рексем (5)            | 3:1              | Мейдстон Юнайтед (7)  | 3 093   |
| 7 грудня                  | Гейтсхед (5)          | 2:0              | Воррінгтон Таун (8)   | 2 874   |
| 7 грудня                  | Сканторп Юнайтед (3)  | 1:1              | Вустер Сіті (6)       | 5 606   |
| 17 грудня Перегравання    | Вустер Сіті (6)       | 1:1 (пен. 13:14) | Сканторп Юнайтед (3)  | 4 339   |
| 7 грудня                  | Саутпорт (5)          | 2:1              | Істлі (5)             | 2 169   |
| 7 грудня                  | Барнслі (3)           | 0:0              | Честер (5)            | 7 227   |
| 16 грудня Перегравання    | Честер (5)            | 0:3              | Барнслі (3)           | 3 534   |
| 7 грудня                  | Бредфорд Сіті (3)     | 4:1              | Дартфорд (5)          | 5 373   |
| 7 грудня                  | Челтнем Таун (4)      | 0:1              | Дувр Атлетік (5)      | 3 552   |
| 7 грудня                  | Бристоль Сіті (3)     | 1:0              | Телфорд Юнайтед (5)   | 6 678   |
| 7 грудня                  | Олдершот Таун (5)     | 0:0              | Рочдейл (3)           | 3 143   |
| 16 грудня Перегравання    | Рочдейл (3)           | 4:1              | Олдершот Таун (5)     | 2 077   |
| 7 грудня                  | Вікем Вондерерз (4)   | 0:1              | Вімблдон (4)          | 3 196   |
| 7 грудня                  | Бристоль Сіті (3)     | 1:0              | Пітерборо Юнайтед (3) | 2 905   |

## Третій раунд
Переможці другого раунду зіграють з усіма командами із Прем'єр-ліги та Чемпіоншипу.
| Дата                  | Господарі                   | Рахунок        | Гості                        | Глядачі |
| --------------------- | --------------------------- | -------------- | ---------------------------- | ------- |
| 2 січня               | Кардіфф Сіті (2)            | 3:1            | Колчестер Юнайтед (3)        | 4 194   |
| 3 січня               | Чарльтон Атлетик (2)        | 1:2            | Блекберн Роверз (2)          | 8 727   |
| 3 січня               | Рочдейл (3)                 | 1:0            | Ноттінгем Форест (2)         | 6 791   |
| 3 січня               | Вест-Бромвіч Альбіон (1)    | 7:0            | Гейтсхед (5)                 | 16 593  |
| 3 січня               | Блайт Спартанс (7)          | 2:3            | Бірмінгем Сіті (2)           | 3 644   |
| 3 січня               | Ротергем Юнайтед (2)        | 1:5            | Борнмут (2)                  | 5 875   |
| 3 січня               | Гаддерсфілд Таун (2)        | 0:1            | Редінг (2)                   | 7 980   |
| 3 січня               | Транмер Роверз (4)          | 2:6            | Свонсі Сіті (1)              | 10 007  |
| 3 січня               | Болтон Вондерерз (2)        | 1:0            | Віган Атлетік (2)            | 16 788  |
| 3 січня               | Міллволл (2)                | 3:3            | Бредфорд Сіті (3)            | 5 470   |
| 14 січня Перегравання | Бредфорд Сіті (3)           | 4:0            | Міллволл (2)                 | 11 859  |
| 3 січня               | Дербі Каунті (2)            | 1:0            | Саутпорт (5)                 | 20 201  |
| 3 січня               | Брентфорд (2)               | 0:2            | Брайтон енд Гоув Альбіон (2) | 8 542   |
| 3 січня               | Фулгем (2)                  | 0:0            | Вулвергемптон Вондерерз (2)  | 11 879  |
| 13 січня Перегравання | Вулвергемптон Вондерерз (2) | 3:3 (пен. 3:5) | Фулгем (2)                   | 8 148   |
| 3 січня               | Лестер Сіті (1)             | 1:0            | Ньюкасл Юнайтед (1)          | 23 212  |
| 3 січня               | Кембридж Юнайтед (4)        | 2:1            | Лутон Таун (4)               | 7 063   |
| 3 січня               | Барнслі (3)                 | 0:2            | Мідлсбро (2)                 | 9 473   |
| 3 січня               | Престон Норт-Енд (3)        | 2:0            | Норвіч Сіті (2)              | 9 807   |
| 3 січня               | Донкастер Роверз (3)        | 1:1            | Бристоль Сіті (3)            | 5 671   |
| 13 січня Перегравання | Бристоль Сіті (3)           | 2:0            | Донкастер Роверз (3)         | 6 951   |
| 4 січня               | Дувр Атлетік (5)            | 0:4            | Крістал Пелес (1)            | 5 645   |
| 4 січня               | Сандерленд (1)              | 1:0            | Лідс Юнайтед (2)             | 30 302  |
| 4 січня               | Квінз Парк Рейнджерс (1)    | 0:3            | Шеффілд Юнайтед (3)          | 12 972  |
| 4 січня               | Астон Вілла (1)             | 1:0            | Блекпул (2)                  | 21 837  |
| 4 січня               | Манчестер Сіті (1)          | 2:1            | Шеффілд Венсдей (2)          | 44 309  |
| 4 січня               | Саутгемптон (1)             | 1:1            | Іпсвіч Таун (2)              | 31 201  |
| 14 січня Перегравання | Іпсвіч Таун (2)             | 0:1            | Саутгемптон (1)              | 27 933  |
| 4 січня               | Сток Сіті (1)               | 3:1            | Рексем (5)                   | 19 423  |
| 4 січня               | Йовіл Таун (3)              | 0:2            | Манчестер Юнайтед (1)        | 9 264   |
| 4 січня               | Челсі (1)                   | 3:0            | Вотфорд (2)                  | 41 010  |
| 4 січня               | Арсенал (1)                 | 2:0            | Галл Сіті (1)                | 59 439  |
| 5 січня               | Бернлі (1)                  | 1:1            | Тоттенгем Готспур (1)        | 9 348   |
| 14 січня Перегравання | Тоттенгем Готспур (1)       | 4:2            | Бернлі (1)                   | 24 367  |
| 5 січня               | Вімблдон (4)                | 1:2            | Ліверпуль (1)                | 4 784   |
| 6 січня               | Евертон (1)                 | 1:1            | Вест Гем Юнайтед (1)         | 22 236  |
| 13 січня Перегравання | Вест Гем Юнайтед (1)        | 2:2 (пен. 9:8) | Евертон (1)                  | 25 301  |
| 6 січня               | Сканторп Юнайтед (3)        | 2:2            | Честерфілд (3)               | 22 236  |
| 13 січня Перегравання | Честерфілд (3)              | 2:0 (дч)       | Сканторп Юнайтед (3)         | 25 301  |

## Четвертий раунд
Жеребкування четвертого раунду відбулось 5 січня 2015 року.
| Дата                  | Господарі                    | Рахунок | Гості                    | Глядачі |
| --------------------- | ---------------------------- | ------- | ------------------------ | ------- |
| 23 січня              | Кембридж Юнайтед (4)         | 0:0     | Манчестер Юнайтед (1)    | 7 987   |
| 3 лютого Перегравання | Манчестер Юнайтед (1)        | 3:0     | Кембридж Юнайтед (4)     | 74 511  |
| 24 січня              | Блекберн Роверс (2)          | 3:1     | Свонсі Сіті (1)          | 5 928   |
| 24 січня              | Саутгемптон (1)              | 2:3     | Крістал Пелес (1)        | 31 320  |
| 24 січня              | Челсі (1)                    | 2:4     | Бредфорд Сіті (3)        | 41 014  |
| 24 січня              | Дербі Каунті (2)             | 2:0     | Честерфілд (3)           | 28 392  |
| 24 січня              | Престон Норт-Енд (3)         | 1:1     | Шеффілд Юнайтед (3)      | 10 770  |
| 3 лютого Перегравання | Шеффілд Юнайтед (3)          | 1:3     | Престон Норт-Енд (3)     | 13 161  |
| 24 січня              | Бірмінгем Сіті (2)           | 1:2     | Вест-Бромвіч Альбіон (1) | 28 438  |
| 24 січня              | Кардіфф Сіті (2)             | 1:2     | Редінг (2)               | 11 750  |
| 24 січня              | Тоттенгем Готспур (1)        | 1:2     | Лестер Сіті (1)          | 35 548  |
| 24 січня              | Сандерленд (1)               | 0:0     | Фулгем (2)               | 22 961  |
| 3 лютого Перегравання | Фулгем (2)                   | 1:3     | Сандерленд (1)           | 14 777  |
| 25 січня              | Манчестер Сіті (1)           | 0:2     | Мідлсбро (2)             | 44 836  |
| 25 січня              | Ліверпуль (1)                | 0:0     | Болтон Вондерерз (2)     | 43 847  |
| 3 лютого Перегравання | Болтон Вондерерз (2)         | 1:2     | Ліверпуль (1)            | 22 171  |
| 25 січня              | Бристоль Сіті (3)            | 0:1     | Вест Гем Юнайтед (1)     | 12 682  |
| 25 січня              | Астон Вілла (1)              | 2:1     | Борнмут (2)              | 27 415  |
| 25 січня              | Брайтон енд Гоув Альбіон (2) | 2:3     | Арсенал (1)              | 30 278  |
| 26 січня              | Рочдейл (1)                  | 1:4     | Сток Сіті (1)            | 7 443   |

## П'ятий раунд
Жеребкування п'ятого раунду відбулось 26 січня 2015 року.
| Дата      | Господарі                | Рахунок | Гості                 | Глядачі |
| --------- | ------------------------ | ------- | --------------------- | ------- |
| 14 лютого | Вест-Бромвіч Альбіон (1) | 4:0     | Вест Гем Юнайтед (1)  | 19 956  |
| 14 лютого | Блекберн Роверз (2)      | 4:1     | Сток Сіті (2)         | 13 934  |
| 14 лютого | Дербі Каунті (2)         | 1:2     | Редінг (2)            | 21 337  |
| 14 лютого | Крістал Пелес (1)        | 1:2     | Ліверпуль (1)         | 20 391  |
| 15 лютого | Астон Вілла (1)          | 2:1     | Лестер Сіті (1)       | 28 098  |
| 15 лютого | Бредфорд Сіті (3)        | 2:0     | Сандерленд (1)        | 24 021  |
| 15 лютого | Арсенал (1)              | 2:0     | Мідлсбро (2)          | 59 823  |
| 16 лютого | Престон Норт-Енд (3)     | 1:3     | Манчестер Юнайтед (1) | 21 348  |

## Чвертьфінали
Жеребкування чвертьфіналів відбулось 16 лютого 2015 року.
| Дата                    | Господарі             | Рахунок | Гості                    | Глядачі |
| ----------------------- | --------------------- | ------- | ------------------------ | ------- |
| 7 березня               | Бредфорд Сіті (3)     | 0:0     | Редінг (2)               | 24 321  |
| 16 березня Перегравання | Редінг (2)            | 3:0     | Бредфорд Сіті (3)        | 22 908  |
| 7 березня               | Астон Вілла (1)       | 2:0     | Вест-Бромвіч Альбіон (1) | 39 592  |
| 8 березня               | Ліверпуль (1)         | 0:0     | Блекберн Роверз (2)      | 43 820  |
| 8 квітня Перегравання   | Блекберн Роверз (2)   | 0:1     | Ліверпуль (1)            | 28 415  |
| 9 березня               | Манчестер Юнайтед (1) | 1:2     | Арсенал (1)              | 74 285  |

## Півфінали
Жеребкування півфіналів відбулось 9 березня 2015 року.
| Дата      | Господарі       | Рахунок  | Гості         | Глядачі |
| --------- | --------------- | -------- | ------------- | ------- |
| 18 квітня | Редінг (2)      | 1:2 (дч) | Арсенал (1)   | 84 081  |
| 19 квітня | Астон Вілла (1) | 2:1      | Ліверпуль (1) | 85 416  |

## Фінал
Фінал відбувся 30 травня на стадіоні «Вемблі» в Лондоні.
| 30 травня 2015 17:30 WEST |

| Арсенал                                          | 4–0 | Астон Вілла |
| ------------------------------------------------ | --- | ----------- |
| Волкотт 40' Санчес 50' Мертезакер 63' Жіру 90+2' |     |             |

| Вемблі, Лондон Глядачів: 89 283 Арбітр: Джон Мосс |